# Distretto di Çerkeş
Il distretto di Çerkeş (in turco Çerkeş ilçesi) è uno dei distretti della provincia di Çankırı, in Turchia.